# オピオイド使用障害
オピオイド使用障害（オピオイドしようしょうがい、英: Opioid use disorder、OUD）は、オピオイドの使用パターンにより重度の障害または苦痛を引き起こす状態のことである。オピオイド依存（症）(英: Opioid dependence）とも呼ばれる。症状には、オピオイドを使用したいという強い欲求、オピオイドに対する耐性の増加、義務の履行の困難、使用を減らすことに苦戦する、使用中止に伴う離脱症候群などがあげられる。オピオイド離脱症状には、吐き気、筋肉痛、下痢、睡眠障害、興奮、気分の落ち込みなどがあげられる。嗜癖と依存は、物質使用障害の構成要素である。合併症には、オピオイドの過剰摂取、自殺、 HIV / AIDS 、 C型肝炎、結婚問題、失業などがあげられる。
オピオイドには、ヘロイン、モルヒネ、フェンタニル、コデイン、オキシコドン、ヒドロコドンなどの物質が含まれる。米国では、ヘロイン使用者の大多数は処方オピオイドを使用することから始まり、それらは違法的に購入される場合もある。誤用の危険因子には、薬物使用の履歴、家族や友人の間での薬物使用、精神疾患、低い社会経済的地位、人種などがあげられる。診断には、アメリカ精神医学会のDSM-5の基準に基づいておこなわれる。1年間に11の基準のうち2つ以上の基準にあてはまる場合、オピオイド使用障害と診断される。病気の治療のためにオピオイドを服用している場合の耐性や離脱の症状には適用されない。
オピオイド使用障害のある人は、メタドンまたはブプレノルフィンを用いたオピオイド代替療法で治療されることがよくある。オピオイド代替療法を受けている場合、死亡のリスクは減少する。さらに、認知行動療法、メンタルヘルス専門家による個人または集団療法などの他の形態のサポート、12ステッププログラム、この他のピアサポートプログラムも有用な場合がある。投薬のナルトレキソンも再発を防ぐのにも役立つ可能性がある。ナロキソンはオピオイドの過剰摂取を治療するのに有用であり、リスクのある人にナロキソンを家に持ち帰らせることは有益である。
2013年には、オピオイド使用障害は約0.4％の人に影響を及ぼした。 2016年には、約2,700万人が影響を受けた。長期のオピオイド使用は、外傷または手術関連の痛みの緩和のために使用した後、約4％の人に発生する。発症は若年成人期に多い。男性は女性よりも頻繁に影響を受ける。オピオイド使用障害による2015年の世界の死亡者数は122,000人であり、1990年の18,000人の死亡者数から増加している。 2016年の米国では、オピオイドの過剰摂取により42,000人以上が死亡しており、そのうちの15,000人以上はヘロインの使用による。